# Werkhaven (Rotterdam)
De Werkhaven is een haven in het Rotterdams havengebied. De haven is een zijtak van de Nieuwe Maas aan de zuidzijde van de rivier en ligt ten noordwesten van Heijplaat.
Ten zuidwesten ligt de Eemhaven en ten oosten ligt de Heijsehaven. Ten noorden van de Werkhaven ligt het Quarantainestation Heijplaat.